# 鹿喑kana
鹿喑kanaまた鹿喑とは、奇響天外（中国語: 奇响天外）に所属する中華人民共和国の声優である。

## 人物
1996年3月31日生まれ、本名は董海龙。

## 出演

### ゲーム
2019年
- ファイナルファンタジーXIV 「オール＝シグン」中国語吹き替え[2]

2020年
- 山海鏡花「金乌拾郎」[3]
- 原神 男性主人公「空」、「スカラマシュ」[4]中国語版

2021年
- 奥奇伝説「筑梦少年·诺亚」「百草神农·炼金梦梦」
- 終末のアーカーシャ「ソロモンの鍵」中国語版
- カウンターサイド「奈由香湊」中国語版
- 弹力果冻「拉比&波尔」

2022年
- 原神 「放浪者」中国語版[5]

2023年
- 镇魂街游戏「阎风吒 七级灵契」
- 白夜極光「シルヴァ」中国語版
- エピックセブン「ルートヴィヒ」中国語版
- 欢迎来到梦乐园「伊森」
- 光隙解语「阿赫塔尔·斯达拉」
- 曙光英雄「约修亚 墨街虎魂」

### アニメ
- 京京来乐道 第二季「妖狐」[6]

### 楽曲
- 璃雲月海
- 星河璀璨
- 旅途不完结

※楽曲配信サービスで配信されている作品。